# Mirash Ivanaj
Mirash Ivanaj (ur. 12 marca 1891 w Podgoricy, zm. 22 września 1953 w Tiranie) – albański polityk i prawnik, w latach 1933–1935 minister edukacji w rządzie Pandelego Evangjeliego.

## Życiorys
Syn Dode Ivanaja. Po ukończeniu szkoły w rodzinnej miejscowości kontynuował naukę w liceum w Belgradzie, którą ukończył w 1910. W latach 1913–1923 odbył studia filologiczne i prawnicze na uniwersytecie w Rzymie. Studia zakończył doktoratem z prawa. Po powrocie do kraju w 1923 otworzył kancelarię adwokacką i wydawał wspólnie z kuzynem Nikollë Ivanajem pismo Republika o profilu antyklerykalnym.
Po przewrocie Fana Nolego w czerwcu 1924 wyjechał z kraju i zamieszkał w Czarnogórze. Powrócił do kraju w 1925. W latach 1925 kierował gimnazjum w Szkodrze, a w latach 1930–1933 liceum w Tiranie. W 1933 objął stanowisko ministra edukacji, które sprawował przez dwa lata. W lutym 1934 jako minister podjął decyzję o pozbawieniu stypendium państwowego studiującego na Uniwersytecie w Montpellier Envera Hodży. Był inicjatorem zwalczania analfabetyzmu wśród kobiet i organizowania dla nich kursów. 6 kwietnia 1935 Stały Trybunał Sprawiedliwości Międzynarodowej uznał skargę Grecji przeciwko Albanii dotyczącą ograniczenia możliwości działania szkół mniejszościowych. W akcie protestu Mirash Ivanaj podał się do dymisji.
W latach 1933–1937 zasiadał w parlamencie, od 1937 kierował Radą Państwa. 7 kwietnia 1939 po agresji Włoch na Albanię opuścił kraj wraz z królem Zogiem I. Okres II wojny światowej spędził początkowo w Grecji, a następnie w Turcji.
Powrócił do kraju w październiku 1945 na prośbę Gjergj Kokoshiego, który w tym czasie kierował resortem edukacji. 15 listopada 1945 podjął pracę w szkole pedagogicznej w Tiranie. 15 maja 1947 został aresztowany przez funkcjonariuszy Sigurimi pod zarzutem szpiegostwa na rzecz Wielkiej Brytanii. 12 grudnia 1949 sąd wojskowy, któremu przewodniczył Abdyl Haki skazał Ivanaja na 7 lat więzienia. W więzieniu pracował jako tłumacz. Zmarł w szpitalu w Tiranie, w trakcie operacji, dwanaście dni przed wyjściem na wolność.
W 1929 został odznaczony Orderem Skanderbega, w 1992 tytułem Męczennika za Demokrację (Martir i Demokracise), a w 2003 Orderem Nderi i Kombit. Imię Ivanaja nosi działająca w Nowym Jorku fundacja wspierająca finansowo uczniów z ubogich rodzin, a także ulice w Tiranie i w Szkodrze.

## Publikacje
- 1996: Epopeja e njeriut (poezja)
- 1997: 24 orët e fundit të mbretërisë së Zogut : ditar (Ostatnie 24 królestwa Zoga: dziennik)